# Даррака-ель-Бахр
Дарра́ка-ель-Бахр — дрібний скелястий острів в Червоному морі в архіпелазі Дахлак, належить Еритреї, адміністративно відноситься до району Дахлак регіону Семіен-Кей-Бахрі.

## Географія
Розташований на схід від острова Дахлак. Має овальну видовжену форму із північного сходу на південний захід. Довжина 1,1 км, ширина до 700 м. На відміну від інших островів архіпелагу звільнений від коралових рифів.